# When We Were the New Boys
When We Were the New Boys — музичний альбом Рода Стюарта. Виданий 29 травня 1988 року лейблом Warner Bros. Records. Загальна тривалість композицій становить 41:51. Альбом відносять до напрямку рок, поп.

## Список пісень
1. «Cigarettes and Alcohol» — 4:03
2. «Ooh La La» — 4:15
3. «Rocks» — 4:45
4. «Superstar» — 4:21
5. «Secret Heart» — 4:07
6. «Hotel Chambermaid» — 3:49
7. «Shelly My Love» — 3:38
8. «When We Were the New Boys» — 4:39
9. «Weak» — 4:38
10. «What Do You Want Me to Do?» — 3:36